# Risto Pietiläinen

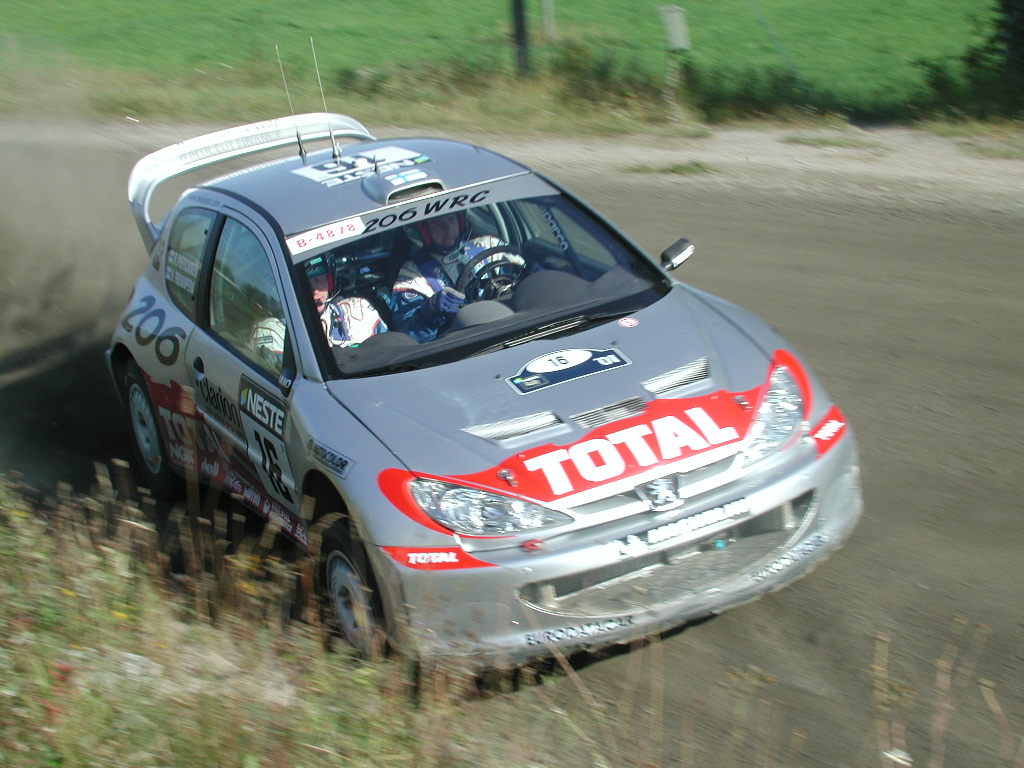
Rovanperä és Pietiläinen a 2001-es finn ralin

Risto Pietiläinen (1963. július 25. –) finn rali-navigátor.

## Pályafutása
A világbajnokság száznégy futamán navigált pályafutása alatt. Legtöbbször Harri Rovanperä navigátoraként szerepelt, de dolgozott Kristian Sohlbergel, valamint Janne Tuohinóval is.
Rovanperä-val együtt több gyári csapatban is versenyeztek. 1998-tól 2000-ig a SEAT, 2001-től 2004-ig a Peugeot, 2005-ben a Mitsubishi, 2006-ban pedig a Skoda alakulatával vettek részt a világbajnokság futamain. Ez időszak alatt egy győzelmet szereztek; 2001-ben a svéd ralin lettek elsők.

### Rali-világbajnoki győzelem
| #  | Dátum              | Rali      | Versenyző       | Autó            | Összefoglaló |
| -- | ------------------ | --------- | --------------- | --------------- | ------------ |
| 1. | 2001. február 8-11 | Svéd rali | Harri Rovanperä | Peugeot 206 WRC | Összefoglaló |

## Külső hivatkozások
- Profilja az ewrc.cz honlapon
- Profilja a rallybase.nl honlapon